# Stand Still, Stay Silent
Stand Still, Stay Silent é um webcomic sueco-finlandês iniciado por Minna Sundberg em 2013. Ambientada na Escandinávia pós-apocalíptica, a trama incorpora elementos da mitologia nórdica, com foco numa aventura no "mundo silencioso" externo. A obra foi elogiada por seus belos visuais e cartografia. Em 2015, recebeu o Prêmio Reuben.

## Visão geral
Stand Still, Stay Silent retrata uma Escandinávia pós-apocalíptica, ambientada num futuro próximo, mas ecoando um passado mítico nórdico povoado por monstros lendários e magos humanos. A narrativa se inicia num prólogo que retrata grupos familiares e estranhos na atual Escandinávia, todos testemunhando as fases iniciais de uma pandemia. A trama, no entanto, recomeça um século depois com seus descendentes: pesquisadores "mal financiados e terrivelmente desqualificados" se aventurando fora dos assentamentos fortemente fortificados que constituem o que resta do mundo conhecido.
Sundberg é fã de mapas e topografias, uma característica presente em quadrinhos, que fazem uso extensivo de projeções de litorais, montanhas e fiordes, bem como gráficos, incluindo uma árvore genealógica da linguagem.

## Desenvolvimento
Sundberg cursava a design gráfico num departamento da Universidade de Tecnologia de Helsinque. Nesse ínterim, criou A Redtail's Dream. Em novembro de 2013, começou a escrever Stand Still, Stay Silent. Desde então, ela realizou uma campanha de financiamento coletivo para publicar uma versão impressa desta obra, que rendeu quase 125 mil dólares. Em 27 de setembro de 2018, a primeira "aventura" do quadrinho terminou. Poucas semanas depois, começou a segunda parte.

## Recepção
Etelka Lehoczky da NPR elogiou o trabalho artístico de Sundberg, afirmando que o estilo dela não é "único e experimental", mas "perfeitamente seguro". Sobre os personagens, ela complementou: "embora estejam imediatamente situados num mundo de animado confortável", as composições pós-apocalípticas e os intrincados mapas do mundo são "inspiradores". Emily Gaudette do website Inverse chamou a arte da obra de "tirar o fôlego" e que ela lembra as ilustrações da Terra Média de J. R. R. Tolkien..
A técnica narrativa foi elogiada por Emma Lawson da Comics Alliance, que chamou o uso de exposição de "interessante" e elogiou a abordagem fantasiosa num cenário pós-apocalíptico. A contribuinte do io9, Lauren Davis, afirmou que "Sundberg tem uma capacidade notável de equilibrar o encantador e o assustador". Por outro lado, o Comic Book Resources criticou o uso de perfis de personagens, alegando que tende desviar o leitor da história; contudo, a plataforma recomendou a obra para seus leitores.
Em 2015, Sundberg ganhou o prêmio Reuben por Stand Still, Stay Silent.

## Livros
- Sundberg, Minna: Stand Still Stay Silent Book 1, s. 324. Publicação do autor, 2015. ISSN 2342-8880 (versão impressa) ISSN 2342-8899 (versão online).
- Sundberg, Minna: Stand Still Stay Silent Book 2, s. 260. Hiveworks Comics, 2018. ISBN 978-1-9466-9806-3
- Sundberg, Minna: Stand Still Stay Silent Book 3, s. 304. Hiveworks Comics, 2020. ISSN 2342-8880 (versão impressa), ISSN 2342-8899 (versão online).
- Sundberg, Minna: Stand Still Stay Silent Livre 1, s. 328. Édition Akileos, 2018. ISBN 978-2-35574-353-5
- Sundberg, Minna: Stand Still Stay Silent Livre 2, s. 260. Édition Akileos, 2019. ISBN 978-2-35574-363-4
- Sundberg, Minna: Stand Still Stay Silent Livre 3. s. 304. Édition Akileos, 2020. ISBN 978-2-35574-453-2